# Список українських футбольних трансферів (літо 2011)
Українські трансфери у літнє трансферне вікно 2011 року. До списку додані усі футболісти, які прийшли, або покинули клуб Прем'єр-ліги, в тому числі на правах оренди. 
Оскільки за регламентом гравці без клубу можуть долучатися до клубів у будь-який час, у тому числі і між трансферними вікнами, в список потрапили лише ті вільні агенти, які підписали контракт із клубом під час літнього трансферного вікна, яке завершилось 31 серпня 2011 року.

## Прем'єр-Ліга

### Арсенал (Київ)
| №  | Поз. | Нац.      | Гравець                                  |
| -- | ---- | --------- | ---------------------------------------- |
| 12 | ВР   | Україна   | Євген Боровик (Оренда з «Дніпра»)        |
| 8  | ПЗ   | Україна   | Олександр Максимов (Оренда з «Дніпра»)   |
| 9  | НП   | Румунія   | Йонуц Мазілу (З «Дніпра»)                |
| 2  | ЗХ   | Фінляндія | Велі Лампі (З «Віллема ІІ» (Нідерланди)) |
| 21 | ПЗ   | Україна   | Андрій Мостовий (З ФК «Львів»)           |
| 3  | ПЗ   | Румунія   | Георге Флореску (Вільний агент)          |
| 14 | ЗХ   | Камерун   | Ерік Матуку (Оренда з «Дніпра»)          |
| 20 | ЗХ   | Нігерія   | Майкл Одібе (З «Сієни» (Італія)))        |
| 18 | ПЗ   | Гана      | Абейку Кванса (З «Ніцца» (Франція)))     |

| №  | Поз. | Нац.      | Гравець                                  |
| -- | ---- | --------- | ---------------------------------------- |
| 12 | ВР   | Україна   | Євген Боровик (Оренда з «Дніпра»)        |
| 8  | ПЗ   | Україна   | Олександр Максимов (Оренда з «Дніпра»)   |
| 9  | НП   | Румунія   | Йонуц Мазілу (З «Дніпра»)                |
| 2  | ЗХ   | Фінляндія | Велі Лампі (З «Віллема ІІ» (Нідерланди)) |
| 21 | ПЗ   | Україна   | Андрій Мостовий (З ФК «Львів»)           |
| 3  | ПЗ   | Румунія   | Георге Флореску (Вільний агент)          |
| 14 | ЗХ   | Камерун   | Ерік Матуку (Оренда з «Дніпра»)          |
| 20 | ЗХ   | Нігерія   | Майкл Одібе (З «Сієни» (Італія)))        |
| 18 | ПЗ   | Гана      | Абейку Кванса (З «Ніцца» (Франція)))     |

| № | Поз. | Нац.     | Гравець                                       |
| - | ---- | -------- | --------------------------------------------- |
|   | НП   | Литва    | Вітаутас Лукша (Вільний агент)                |
|   | ПЗ   | Росія    | Андрій Єщенко (Волга)                         |
|   | ВР   | Україна  | Віталій Рева (Оболонь)                        |
|   | ВР   | Україна  | Андрій Комарицький (Вільний агент)            |
|   | ЗХ   | Україна  | Сергій Матюхін (Вільний агент)                |
|   | ПЗ   | Білорусь | Олександр Данилов (Вільний агент)             |
|   | ПЗ   | Росія    | Ролан Гусєв (Вільний агент)                   |
|   | ПЗ   | Україна  | Сергій Закарлюка (В «Ворскла»)                |
|   | НП   | Росія    | Сергій Самодін (Повернення оренди в «Дніпро») |

| № | Поз. | Нац.     | Гравець                                       |
| - | ---- | -------- | --------------------------------------------- |
|   | НП   | Литва    | Вітаутас Лукша (Вільний агент)                |
|   | ПЗ   | Росія    | Андрій Єщенко (Волга)                         |
|   | ВР   | Україна  | Віталій Рева (Оболонь)                        |
|   | ВР   | Україна  | Андрій Комарицький (Вільний агент)            |
|   | ЗХ   | Україна  | Сергій Матюхін (Вільний агент)                |
|   | ПЗ   | Білорусь | Олександр Данилов (Вільний агент)             |
|   | ПЗ   | Росія    | Ролан Гусєв (Вільний агент)                   |
|   | ПЗ   | Україна  | Сергій Закарлюка (В «Ворскла»)                |
|   | НП   | Росія    | Сергій Самодін (Повернення оренди в «Дніпро») |

### Волинь (Луцьк)
| №  | Поз. | Нац.               | Гравець                                         |
| -- | ---- | ------------------ | ----------------------------------------------- |
| 20 | НП   | Бразилія           | Майкон (Повернення оренди зі «Стяуа» (Румунія)) |
| 6  | ЗХ   | Північна Македонія | Ванче Шиков (З ««Етнікоса» (Кіпр))              |
| 10 | ПЗ   | Україна            | В'ячеслав Шарпар (Оренда з «Металіста»)         |
| 14 | ЗХ   | Словаччина         | Ян Масло (З «Ружомберока» (Словаччина))         |
| 2  | ЗХ   | Бразилія           | Леандро (Оренда з «Таврії»)                     |
| 1  | ВР   | Україна            | Всеволод Романенко (З МФК «Прикарпаття»)        |
| 22 | ВР   | Україна            | Віталій Постранський (З «Таврії»)               |
| 32 | ПЗ   | Росія              | Дмитро Смирнов (З «Мордовії» (Росія))           |
| 7  | НП   | Бразилія           | Шумахер (З «Аустрії» (Австрія))                 |
| 89 | ПЗ   | Україна            | Вячеслав Акімов (З «Енергетика»)                |
| 8  | ПЗ   | Україна            | Ігор Скоба (З ПФК «Севастополь»)                |
| 21 | ПЗ   | Бразилія           | Гобер (З «Анаполіса» (Бразилія))                |

| №  | Поз. | Нац.               | Гравець                                         |
| -- | ---- | ------------------ | ----------------------------------------------- |
| 20 | НП   | Бразилія           | Майкон (Повернення оренди зі «Стяуа» (Румунія)) |
| 6  | ЗХ   | Північна Македонія | Ванче Шиков (З ««Етнікоса» (Кіпр))              |
| 10 | ПЗ   | Україна            | В'ячеслав Шарпар (Оренда з «Металіста»)         |
| 14 | ЗХ   | Словаччина         | Ян Масло (З «Ружомберока» (Словаччина))         |
| 2  | ЗХ   | Бразилія           | Леандро (Оренда з «Таврії»)                     |
| 1  | ВР   | Україна            | Всеволод Романенко (З МФК «Прикарпаття»)        |
| 22 | ВР   | Україна            | Віталій Постранський (З «Таврії»)               |
| 32 | ПЗ   | Росія              | Дмитро Смирнов (З «Мордовії» (Росія))           |
| 7  | НП   | Бразилія           | Шумахер (З «Аустрії» (Австрія))                 |
| 89 | ПЗ   | Україна            | Вячеслав Акімов (З «Енергетика»)                |
| 8  | ПЗ   | Україна            | Ігор Скоба (З ПФК «Севастополь»)                |
| 21 | ПЗ   | Бразилія           | Гобер (З «Анаполіса» (Бразилія))                |

| № | Поз. | Нац.    | Гравець                                            |
| - | ---- | ------- | -------------------------------------------------- |
|   | ЗХ   | Україна | Богдан Бутко (Повернення оренди в «Шахтар»)        |
|   | ПЗ   | Україна | Віталій Гошкодеря (Повернення оренди в «Шахтар»)   |
|   | НП   | Україна | Володимир Лисенко (Повернення оренди в «Металіст») |
|   | ПЗ   | Румунія | Сорін Парасків (В «Конкордію» (Румунія))           |
|   | НП   | Румунія | Адріан Няга (В «Міовені» (Румунія))                |
|   | ЗХ   | Україна | Владислав Ващук (Вільний агент)                    |
|   | НП   | Україна | Олександр Пищур (В «Таврію»)                       |

| № | Поз. | Нац.    | Гравець                                            |
| - | ---- | ------- | -------------------------------------------------- |
|   | ЗХ   | Україна | Богдан Бутко (Повернення оренди в «Шахтар»)        |
|   | ПЗ   | Україна | Віталій Гошкодеря (Повернення оренди в «Шахтар»)   |
|   | НП   | Україна | Володимир Лисенко (Повернення оренди в «Металіст») |
|   | ПЗ   | Румунія | Сорін Парасків (В «Конкордію» (Румунія))           |
|   | НП   | Румунія | Адріан Няга (В «Міовені» (Румунія))                |
|   | ЗХ   | Україна | Владислав Ващук (Вільний агент)                    |
|   | НП   | Україна | Олександр Пищур (В «Таврію»)                       |

### Ворскла (Полтава)
| №  | Поз. | Нац.    | Гравець                           |
| -- | ---- | ------- | --------------------------------- |
| 82 | ПЗ   | Україна | Павло Ребенок (З «Чорноморця»)    |
| 11 | ПЗ   | Україна | Іван Кривошеєнко (З «Іллічівця»)  |
| 20 | ПЗ   | Україна | Сергій Закарлюка (З «Арсенала» К) |

| №  | Поз. | Нац.    | Гравець                           |
| -- | ---- | ------- | --------------------------------- |
| 82 | ПЗ   | Україна | Павло Ребенок (З «Чорноморця»)    |
| 11 | ПЗ   | Україна | Іван Кривошеєнко (З «Іллічівця»)  |
| 20 | ПЗ   | Україна | Сергій Закарлюка (З «Арсенала» К) |

| № | Поз. | Нац.     | Гравець                         |
| - | ---- | -------- | ------------------------------- |
|   | ПЗ   | Україна  | Денис Кулаков (До «Дніпра»)     |
|   | ПЗ   | Білорусь | Максим Карпович (Вільний агент) |

| № | Поз. | Нац.     | Гравець                         |
| - | ---- | -------- | ------------------------------- |
|   | ПЗ   | Україна  | Денис Кулаков (До «Дніпра»)     |
|   | ПЗ   | Білорусь | Максим Карпович (Вільний агент) |

### Динамо (Київ)
| № | Поз. | Нац.     | Гравець                                          |
| - | ---- | -------- | ------------------------------------------------ |
|   | ЗХ   | Росія    | Андрій Єщенко (Повернення оренди з «Арсенала» К) |
|   | НП   | Білорусь | Андрій Воронков (Повернення оренди з «Кривбасу») |
|   | НП   | Бразилія | Андре (Повернення оренди з «Бордо»)              |
|   | ЗХ   | Україна  | Олег Допілка (Повернення оренди з «Севастополя») |
|   | ПЗ   | Бразилія | Карлос Корреа (Повернення оренди з «Фламенго»)   |
|   | ЗХ   | Сенегал  | Пап Діакате (Повернення оренди з «Ліона»)        |
|   | НП   | Нігерія  | Браун Ідеє (З «Сошо»)                            |
|   | ПЗ   | Нігерія  | Лукман Аруна (З «Монако»)                        |
|   | НП   | Нігерія  | Фанендо Аді (Оренда з «Металурга» Д)             |
|   | ПЗ   | Бразилія | Дуду (З «Крузейру»)                              |
|   | ВР   | Колумбія | Андрес Ескобар (З «Депортіво Калі»)              |

| № | Поз. | Нац.     | Гравець                                          |
| - | ---- | -------- | ------------------------------------------------ |
|   | ЗХ   | Росія    | Андрій Єщенко (Повернення оренди з «Арсенала» К) |
|   | НП   | Білорусь | Андрій Воронков (Повернення оренди з «Кривбасу») |
|   | НП   | Бразилія | Андре (Повернення оренди з «Бордо»)              |
|   | ЗХ   | Україна  | Олег Допілка (Повернення оренди з «Севастополя») |
|   | ПЗ   | Бразилія | Карлос Корреа (Повернення оренди з «Фламенго»)   |
|   | ЗХ   | Сенегал  | Пап Діакате (Повернення оренди з «Ліона»)        |
|   | НП   | Нігерія  | Браун Ідеє (З «Сошо»)                            |
|   | ПЗ   | Нігерія  | Лукман Аруна (З «Монако»)                        |
|   | НП   | Нігерія  | Фанендо Аді (Оренда з «Металурга» Д)             |
|   | ПЗ   | Бразилія | Дуду (З «Крузейру»)                              |
|   | ВР   | Колумбія | Андрес Ескобар (З «Депортіво Калі»)              |

| № | Поз. | Нац.      | Гравець                                |
| - | ---- | --------- | -------------------------------------- |
|   | ЗХ   | Росія     | Андрій Єщенко (У «Волгу»)              |
|   | НП   | Білорусь  | Андрій Воронков (Оренда в «Карпати»)   |
|   | НП   | Бразилія  | Андре (Оренда в «Атлетіко Мінейру»)    |
|   | ЗХ   | Україна   | Олег Допілка (В «Динамо-2»)            |
|   | ЗХ   | Сенегал   | Пап Діакате (В «Гранаду»)              |
|   | ЗХ   | Україна   | Андрій Несмачний (Завершив кар'єру)    |
|   | ПЗ   | Румунія   | Тіберіу Гіоане (Завершив кар'єру)      |
|   | ВР   | Україна   | Денис Бойко (Оренда до «Кривбасу»)     |
|   | НП   | Україна   | Роман Зозуля (В «Дніпро»)              |
|   | НП   | Нігерія   | Франк Теміле (Оренда до «Олександрії») |
|   | ПЗ   | Марокко   | Бадр Ель-Каддурі (Оренда в «Селтік»)   |
|   | ПЗ   | Фінляндія | Роман Єременко (До «Рубіна»)           |

| № | Поз. | Нац.      | Гравець                                |
| - | ---- | --------- | -------------------------------------- |
|   | ЗХ   | Росія     | Андрій Єщенко (У «Волгу»)              |
|   | НП   | Білорусь  | Андрій Воронков (Оренда в «Карпати»)   |
|   | НП   | Бразилія  | Андре (Оренда в «Атлетіко Мінейру»)    |
|   | ЗХ   | Україна   | Олег Допілка (В «Динамо-2»)            |
|   | ЗХ   | Сенегал   | Пап Діакате (В «Гранаду»)              |
|   | ЗХ   | Україна   | Андрій Несмачний (Завершив кар'єру)    |
|   | ПЗ   | Румунія   | Тіберіу Гіоане (Завершив кар'єру)      |
|   | ВР   | Україна   | Денис Бойко (Оренда до «Кривбасу»)     |
|   | НП   | Україна   | Роман Зозуля (В «Дніпро»)              |
|   | НП   | Нігерія   | Франк Теміле (Оренда до «Олександрії») |
|   | ПЗ   | Марокко   | Бадр Ель-Каддурі (Оренда в «Селтік»)   |
|   | ПЗ   | Фінляндія | Роман Єременко (До «Рубіна»)           |

### Дніпро (Дніпропетровськ)
| № | Поз. | Нац.     | Гравець                                             |
| - | ---- | -------- | --------------------------------------------------- |
|   | ВР   | Україна  | Євген Боровик (Повернення оренди з «Кривбасу»)      |
|   | ПЗ   | Україна  | Олександр Максимов (Повернення оренди з «Кривбасу») |
|   | ПЗ   | Україна  | Денис Кулаков (З «Ворскли»)                         |
|   | НП   | Україна  | Олексій Антонов (З «Іллічівця»)                     |
|   | ПЗ   | Гана     | Дерек Боатенг (З «Хетафе»)                          |
|   | ПЗ   | Україна  | Денис Олійник (З «Металіста»)                       |
|   | НП   | Хорватія | Никола Калинич (З «Блекберн Роверз»)                |
|   | ЗХ   | Камерун  | Ерік Матуку (З «Генка»)                             |
|   | НП   | Україна  | Роман Зозуля (З «Динамо»)                           |

| № | Поз. | Нац.     | Гравець                                             |
| - | ---- | -------- | --------------------------------------------------- |
|   | ВР   | Україна  | Євген Боровик (Повернення оренди з «Кривбасу»)      |
|   | ПЗ   | Україна  | Олександр Максимов (Повернення оренди з «Кривбасу») |
|   | ПЗ   | Україна  | Денис Кулаков (З «Ворскли»)                         |
|   | НП   | Україна  | Олексій Антонов (З «Іллічівця»)                     |
|   | ПЗ   | Гана     | Дерек Боатенг (З «Хетафе»)                          |
|   | ПЗ   | Україна  | Денис Олійник (З «Металіста»)                       |
|   | НП   | Хорватія | Никола Калинич (З «Блекберн Роверз»)                |
|   | ЗХ   | Камерун  | Ерік Матуку (З «Генка»)                             |
|   | НП   | Україна  | Роман Зозуля (З «Динамо»)                           |

| № | Поз. | Нац.     | Гравець                                              |
| - | ---- | -------- | ---------------------------------------------------- |
|   | ВР   | Україна  | Євген Боровик (Оренда в «Арсенал» К)                 |
|   | ПЗ   | Україна  | Олександр Максимов (Оренда в «Арсенал» К)            |
|   | НП   | Румунія  | Йонуц Мазілу (Оренда в «Арсенал» К)                  |
|   | ЗХ   | Камерун  | Ерік Матуку (Оренда в «Арсенал» К)                   |
|   | ПЗ   | Україна  | Максим Калиниченко (В «Таврію»)                      |
|   | ПЗ   | Україна  | Сергій Назаренко (В «Таврію»)                        |
|   | НП   | Україна  | Володимир Гоменюк (Оренда в «Арсенал» К)             |
|   | ЗХ   | Колумбія | Нельсон Рівас (Повернення оренди в «Інтернаціонале») |
|   | НП   | Україна  | Євген Селезньов (В «Шахтар»)                         |
|   | НП   | Грузія   | Уча Лобжанідзе (Оренда в «Кривбас»)                  |

| № | Поз. | Нац.     | Гравець                                              |
| - | ---- | -------- | ---------------------------------------------------- |
|   | ВР   | Україна  | Євген Боровик (Оренда в «Арсенал» К)                 |
|   | ПЗ   | Україна  | Олександр Максимов (Оренда в «Арсенал» К)            |
|   | НП   | Румунія  | Йонуц Мазілу (Оренда в «Арсенал» К)                  |
|   | ЗХ   | Камерун  | Ерік Матуку (Оренда в «Арсенал» К)                   |
|   | ПЗ   | Україна  | Максим Калиниченко (В «Таврію»)                      |
|   | ПЗ   | Україна  | Сергій Назаренко (В «Таврію»)                        |
|   | НП   | Україна  | Володимир Гоменюк (Оренда в «Арсенал» К)             |
|   | ЗХ   | Колумбія | Нельсон Рівас (Повернення оренди в «Інтернаціонале») |
|   | НП   | Україна  | Євген Селезньов (В «Шахтар»)                         |
|   | НП   | Грузія   | Уча Лобжанідзе (Оренда в «Кривбас»)                  |

### Зоря (Луганськ)
| № | Поз. | Нац.     | Гравець                              |
| - | ---- | -------- | ------------------------------------ |
|   | ЗХ   | Україна  | Євгеній Лозінський (З «Оболоні»)     |
|   | НП   | Україна  | Павло Худзік (З «Оболоні»)           |
|   | ЗХ   | Україна  | Ігор Коротецький (З «Шахтаря»)       |
|   | ПЗ   | Україна  | Максим Білий (З «Шахтаря»)           |
|   | НП   | Бразилія | Бруно Ренан (Оренда з «Шахтаря»)     |
|   | ЗХ   | Україна  | Ярослав Олійник (Оренда з «Шахтаря») |
|   | НП   | Україна  | Максим Ілюк (Оренда з «Шахтаря»)     |
|   | ВР   | Україна  | Ігор Левченко (Оренда з «Олімпіка»)  |
|   | ПЗ   | Україна  | Сергі́й Ференчак (З «Севастополя»)    |

| № | Поз. | Нац.     | Гравець                              |
| - | ---- | -------- | ------------------------------------ |
|   | ЗХ   | Україна  | Євгеній Лозінський (З «Оболоні»)     |
|   | НП   | Україна  | Павло Худзік (З «Оболоні»)           |
|   | ЗХ   | Україна  | Ігор Коротецький (З «Шахтаря»)       |
|   | ПЗ   | Україна  | Максим Білий (З «Шахтаря»)           |
|   | НП   | Бразилія | Бруно Ренан (Оренда з «Шахтаря»)     |
|   | ЗХ   | Україна  | Ярослав Олійник (Оренда з «Шахтаря») |
|   | НП   | Україна  | Максим Ілюк (Оренда з «Шахтаря»)     |
|   | ВР   | Україна  | Ігор Левченко (Оренда з «Олімпіка»)  |
|   | ПЗ   | Україна  | Сергі́й Ференчак (З «Севастополя»)    |

| № | Поз. | Нац.    | Гравець                                           |
| - | ---- | ------- | ------------------------------------------------- |
|   | ЗХ   | Україна | Володимир Єзерський (В «Таврію»)                  |
|   | НП   | Україна | Олександр Кас'ян (Повернення оренди в «Шахтар»)   |
|   | ПЗ   | Росія   | Роман Ємельянов (Повернення оренди в «Шахтар»)    |
|   | НП   | Україна | Руслан Фомін (Повернення оренди в «Шахтар»)       |
|   | ЗХ   | Україна | Максим Ковальов (Повернення оренди в «Шахтар»)    |
|   | ПЗ   | Україна | Олексій Полянський (Повернення оренди в «Шахтар») |
|   | ЗХ   | Україна | Сергій Шевчук (Повернення оренди в «Шахтар»)      |
|   | ПЗ   | Україна | Дмитро Ховбоша (Оренда в «Сталь» А)               |
|   | ПЗ   | Україна | Владислав Огіря (Оренда в «Олімпік» Д)            |
|   | ПЗ   | Україна | Олександр Волков (В «Олімпік» Д)                  |

| № | Поз. | Нац.    | Гравець                                           |
| - | ---- | ------- | ------------------------------------------------- |
|   | ЗХ   | Україна | Володимир Єзерський (В «Таврію»)                  |
|   | НП   | Україна | Олександр Кас'ян (Повернення оренди в «Шахтар»)   |
|   | ПЗ   | Росія   | Роман Ємельянов (Повернення оренди в «Шахтар»)    |
|   | НП   | Україна | Руслан Фомін (Повернення оренди в «Шахтар»)       |
|   | ЗХ   | Україна | Максим Ковальов (Повернення оренди в «Шахтар»)    |
|   | ПЗ   | Україна | Олексій Полянський (Повернення оренди в «Шахтар») |
|   | ЗХ   | Україна | Сергій Шевчук (Повернення оренди в «Шахтар»)      |
|   | ПЗ   | Україна | Дмитро Ховбоша (Оренда в «Сталь» А)               |
|   | ПЗ   | Україна | Владислав Огіря (Оренда в «Олімпік» Д)            |
|   | ПЗ   | Україна | Олександр Волков (В «Олімпік» Д)                  |

### Іллічівець (Маріуполь)
| № | Поз. | Нац.    | Гравець                                 |
| - | ---- | ------- | --------------------------------------- |
|   | НП   | Україна | Олександр Кас'ян (Оренда з «Шахтаря»)   |
|   | НП   | Україна | Руслан Фомін (Оренда з «Шахтаря»)       |
|   | ЗХ   | Україна | Максим Ковальов (Оренда з «Шахтаря»)    |
|   | ПЗ   | Україна | Олексій Полянський (Оренда з «Шахтаря») |
|   | ЗХ   | Україна | Сергій Шевчук (Оренда з «Шахтаря»)      |
|   | ПЗ   | Україна | Віталій Віценець (Оренда з «Шахтаря»)   |
|   | ЗХ   | Україна | Микола Іщенко (Оренда з «Шахтаря»)      |
|   | ЗХ   | Україна | Богдан Бутко (Оренда з «Шахтаря»)       |
|   | ПЗ   | Україна | Артем Путівцев (З «Металіста»)          |

| № | Поз. | Нац.    | Гравець                                 |
| - | ---- | ------- | --------------------------------------- |
|   | НП   | Україна | Олександр Кас'ян (Оренда з «Шахтаря»)   |
|   | НП   | Україна | Руслан Фомін (Оренда з «Шахтаря»)       |
|   | ЗХ   | Україна | Максим Ковальов (Оренда з «Шахтаря»)    |
|   | ПЗ   | Україна | Олексій Полянський (Оренда з «Шахтаря») |
|   | ЗХ   | Україна | Сергій Шевчук (Оренда з «Шахтаря»)      |
|   | ПЗ   | Україна | Віталій Віценець (Оренда з «Шахтаря»)   |
|   | ЗХ   | Україна | Микола Іщенко (Оренда з «Шахтаря»)      |
|   | ЗХ   | Україна | Богдан Бутко (Оренда з «Шахтаря»)       |
|   | ПЗ   | Україна | Артем Путівцев (З «Металіста»)          |

| № | Поз. | Нац.    | Гравець                                            |
| - | ---- | ------- | -------------------------------------------------- |
|   | НП   | Україна | Олексій Антонов (В «Дніпро»)                       |
|   | ПЗ   | Україна | Іван Кривошеєнко (У «Ворсклу»)                     |
|   | ПЗ   | Україна | Костянтин Кравченко (Повернення оренди у «Шахтар») |
|   | ЗХ   | Україна | Олександр Яценко (Вільний агент)                   |

| № | Поз. | Нац.    | Гравець                                            |
| - | ---- | ------- | -------------------------------------------------- |
|   | НП   | Україна | Олексій Антонов (В «Дніпро»)                       |
|   | ПЗ   | Україна | Іван Кривошеєнко (У «Ворсклу»)                     |
|   | ПЗ   | Україна | Костянтин Кравченко (Повернення оренди у «Шахтар») |
|   | ЗХ   | Україна | Олександр Яценко (Вільний агент)                   |

### Карпати (Львів)
| № | Поз. | Нац.      | Гравець                                            |
| - | ---- | --------- | -------------------------------------------------- |
|   | ПЗ   | Бразилія  | Даніло Авелар (Повернення оренди з «Шальке 04»)    |
|   | ЗХ   | Україна   | Андрій Сагайдак (Повернення оренди з «Чорноморця») |
|   | НП   | Аргентина | Герман Пачеко (З «Атлетіко Мадрид»)                |
|   | НП   | Білорусь  | Андрій Воронков (Оренда з «Динамо»)                |
|   | ПЗ   | Іспанія   | Крістобаль (З «Вільярреала»)                       |
|   | ПЗ   | Україна   | Костянтин Кравченко (В оренді з «Шахтаря»)         |
|   | ВР   | Україна   | Олександр Ільющенков (З «Енергетика»)              |
|   | ЗХ   | Бразилія  | Муріло (Оренда з «Палмейраса»)                     |

| № | Поз. | Нац.      | Гравець                                            |
| - | ---- | --------- | -------------------------------------------------- |
|   | ПЗ   | Бразилія  | Даніло Авелар (Повернення оренди з «Шальке 04»)    |
|   | ЗХ   | Україна   | Андрій Сагайдак (Повернення оренди з «Чорноморця») |
|   | НП   | Аргентина | Герман Пачеко (З «Атлетіко Мадрид»)                |
|   | НП   | Білорусь  | Андрій Воронков (Оренда з «Динамо»)                |
|   | ПЗ   | Іспанія   | Крістобаль (З «Вільярреала»)                       |
|   | ПЗ   | Україна   | Костянтин Кравченко (В оренді з «Шахтаря»)         |
|   | ВР   | Україна   | Олександр Ільющенков (З «Енергетика»)              |
|   | ЗХ   | Бразилія  | Муріло (Оренда з «Палмейраса»)                     |

| № | Поз. | Нац.    | Гравець                                        |
| - | ---- | ------- | ---------------------------------------------- |
|   | ПЗ   | Україна | Денис Кожанов (Повернення оренди у «Шахтар»)   |
|   | НП   | Україна | Юрій Габовда (В «Кривбас»)                     |
|   | ПЗ   | Україна | Володимир Бідловський (Оренда в «Кримтеплицю») |
|   | ПЗ   | Україна | Ярослав Сворак (В «Кримтеплицю»)               |
|   | НП   | Україна | Юрій Фурта (В «Енергетик»)                     |
|   | ЗХ   | Україна | Андрій Гурський (В «Прикарпаття»)              |
|   | ПЗ   | Україна | Андрій Сагайдак (В «Прикарпаття»)              |
|   | ЗХ   | Україна | Ярослав Куцяба (В «Прикарпаття»)               |
|   | НП   | Україна | Олексій Омельченко (В «Прикарпаття»)           |
|   | НП   | Україна | Сергій Кузнецов (Вільний агент)                |

| № | Поз. | Нац.    | Гравець                                        |
| - | ---- | ------- | ---------------------------------------------- |
|   | ПЗ   | Україна | Денис Кожанов (Повернення оренди у «Шахтар»)   |
|   | НП   | Україна | Юрій Габовда (В «Кривбас»)                     |
|   | ПЗ   | Україна | Володимир Бідловський (Оренда в «Кримтеплицю») |
|   | ПЗ   | Україна | Ярослав Сворак (В «Кримтеплицю»)               |
|   | НП   | Україна | Юрій Фурта (В «Енергетик»)                     |
|   | ЗХ   | Україна | Андрій Гурський (В «Прикарпаття»)              |
|   | ПЗ   | Україна | Андрій Сагайдак (В «Прикарпаття»)              |
|   | ЗХ   | Україна | Ярослав Куцяба (В «Прикарпаття»)               |
|   | НП   | Україна | Олексій Омельченко (В «Прикарпаття»)           |
|   | НП   | Україна | Сергій Кузнецов (Вільний агент)                |

### Кривбас (Кривий Ріг)
| № | Поз. | Нац.    | Гравець                                  |
| - | ---- | ------- | ---------------------------------------- |
|   | НП   | Грузія  | Уча Лобжанідзе (Оренда з «Дніпра»)       |
|   | ВР   | Україна | Денис Бойко (Оренда з «Динамо»)          |
|   | ПЗ   | Україна | Віталій Гошкодеря (З «Шахтаря»)          |
|   | НП   | Україна | Юрій Габовда (З «Карпат»)                |
|   | НП   | Росія   | Сергій Самодін (З «Дніпра»)              |
|   | НП   | Україна | Володимир Лисенко (Оренда з «Металіста») |

| № | Поз. | Нац.    | Гравець                                  |
| - | ---- | ------- | ---------------------------------------- |
|   | НП   | Грузія  | Уча Лобжанідзе (Оренда з «Дніпра»)       |
|   | ВР   | Україна | Денис Бойко (Оренда з «Динамо»)          |
|   | ПЗ   | Україна | Віталій Гошкодеря (З «Шахтаря»)          |
|   | НП   | Україна | Юрій Габовда (З «Карпат»)                |
|   | НП   | Росія   | Сергій Самодін (З «Дніпра»)              |
|   | НП   | Україна | Володимир Лисенко (Оренда з «Металіста») |

| № | Поз. | Нац.     | Гравець                                           |
| - | ---- | -------- | ------------------------------------------------- |
|   | ВР   | Україна  | Євген Боровик (Повернення оренди в «Дніпро»)      |
|   | ПЗ   | Україна  | Олександр Максимов (Повернення оренди в «Дніпро») |
|   | ПЗ   | Україна  | Сергій Рожок (З «Чорномореця»)                    |
|   | НП   | Білорусь | Андрій Воронков (Повернення оренди в «Динамо»)    |

| № | Поз. | Нац.     | Гравець                                           |
| - | ---- | -------- | ------------------------------------------------- |
|   | ВР   | Україна  | Євген Боровик (Повернення оренди в «Дніпро»)      |
|   | ПЗ   | Україна  | Олександр Максимов (Повернення оренди в «Дніпро») |
|   | ПЗ   | Україна  | Сергій Рожок (З «Чорномореця»)                    |
|   | НП   | Білорусь | Андрій Воронков (Повернення оренди в «Динамо»)    |

### Металіст (Харків)
| № | Поз. | Нац.      | Гравець                                          |
| - | ---- | --------- | ------------------------------------------------ |
|   | НП   | Україна   | Володимир Лисенко (Повернення оренди з «Волині») |
|   | ПЗ   | Україна   | Артем Путівцев (В «Іллічівець»)                  |
|   | ПЗ   | Аргентина | Хуан Мануель Торрес (З «Сан-Лоренсо»)            |
|   | ЗХ   | Аргентина | Марко Торсільєрі (Зі «Спортінга»)                |
|   | ПЗ   | Аргентина | Хосе Соса (З «Наполі»)                           |
|   | ПЗ   | Україна   | Дмитро Єременко (З «Металурга» З)                |

| № | Поз. | Нац.      | Гравець                                          |
| - | ---- | --------- | ------------------------------------------------ |
|   | НП   | Україна   | Володимир Лисенко (Повернення оренди з «Волині») |
|   | ПЗ   | Україна   | Артем Путівцев (В «Іллічівець»)                  |
|   | ПЗ   | Аргентина | Хуан Мануель Торрес (З «Сан-Лоренсо»)            |
|   | ЗХ   | Аргентина | Марко Торсільєрі (Зі «Спортінга»)                |
|   | ПЗ   | Аргентина | Хосе Соса (З «Наполі»)                           |
|   | ПЗ   | Україна   | Дмитро Єременко (З «Металурга» З)                |

| № | Поз. | Нац.      | Гравець                                |
| - | ---- | --------- | -------------------------------------- |
|   | НП   | Україна   | Володимир Лисенко (Оренда в «Кривбас») |
|   | ПЗ   | Україна   | В'ячеслав Шарпар (Оренда в «Волинь»)   |
|   | ПЗ   | Україна   | Ігор Войтенко (Оренда в «Волинь»)      |
|   | ПЗ   | Україна   | Денис Олійник (В «Дніпро»)             |
|   | ЗХ   | Україна   | Артем Бобух (В «Оболонь»)              |
|   | ПЗ   | Україна   | Сергій Барілко (В «Оболонь»)           |
|   | ПЗ   | Україна   | Артем Путівцев (В «Іллічівець»)        |
|   | ПЗ   | Фінляндія | Олексій Єрьоменко (В «Рубін»)          |

| № | Поз. | Нац.      | Гравець                                |
| - | ---- | --------- | -------------------------------------- |
|   | НП   | Україна   | Володимир Лисенко (Оренда в «Кривбас») |
|   | ПЗ   | Україна   | В'ячеслав Шарпар (Оренда в «Волинь»)   |
|   | ПЗ   | Україна   | Ігор Войтенко (Оренда в «Волинь»)      |
|   | ПЗ   | Україна   | Денис Олійник (В «Дніпро»)             |
|   | ЗХ   | Україна   | Артем Бобух (В «Оболонь»)              |
|   | ПЗ   | Україна   | Сергій Барілко (В «Оболонь»)           |
|   | ПЗ   | Україна   | Артем Путівцев (В «Іллічівець»)        |
|   | ПЗ   | Фінляндія | Олексій Єрьоменко (В «Рубін»)          |

### Металург (Донецьк)
| № | Поз. | Нац.     | Гравець                              |
| - | ---- | -------- | ------------------------------------ |
|   | ПЗ   | Вірменія | Маркос Піззеллі (З «Пюніка»)         |
|   | ПЗ   | Вірменія | Маркос Піззеллі (З «Пюніка»)         |
|   | ВР   | Україна  | Рустам Худжамов (Оренда з «Шахтаря») |
|   | НП   | Україна  | Мирослав Славов (Оренда з «Анжі»)    |
|   | НП   | Малі     | Драман Траоре (З «Есперанса»)        |

| № | Поз. | Нац.     | Гравець                              |
| - | ---- | -------- | ------------------------------------ |
|   | ПЗ   | Вірменія | Маркос Піззеллі (З «Пюніка»)         |
|   | ПЗ   | Вірменія | Маркос Піззеллі (З «Пюніка»)         |
|   | ВР   | Україна  | Рустам Худжамов (Оренда з «Шахтаря») |
|   | НП   | Україна  | Мирослав Славов (Оренда з «Анжі»)    |
|   | НП   | Малі     | Драман Траоре (З «Есперанса»)        |

| № | Поз. | Нац.    | Гравець                                           |
| - | ---- | ------- | ------------------------------------------------- |
|   | ЗХ   | Нігерія | Айоделе Аделейе (В «Таврію»)                      |
|   | ЗХ   | Польща  | Марцин Ковальчик (Повернення оренди в «Динамо» М) |
|   | ЗХ   | Україна | Ігор Коротецький (Повернення оренди в «Шахтар»)   |
|   | НП   | Румунія | Чіпріан Тенасе (В «Міовені»)                      |
|   | НП   | Нігерія | Фанендо Аді (В оренду в «Динамо» К)               |

| № | Поз. | Нац.    | Гравець                                           |
| - | ---- | ------- | ------------------------------------------------- |
|   | ЗХ   | Нігерія | Айоделе Аделейе (В «Таврію»)                      |
|   | ЗХ   | Польща  | Марцин Ковальчик (Повернення оренди в «Динамо» М) |
|   | ЗХ   | Україна | Ігор Коротецький (Повернення оренди в «Шахтар»)   |
|   | НП   | Румунія | Чіпріан Тенасе (В «Міовені»)                      |
|   | НП   | Нігерія | Фанендо Аді (В оренду в «Динамо» К)               |

### Оболонь (Київ)
| № | Поз. | Нац.    | Гравець                        |
| - | ---- | ------- | ------------------------------ |
|   | ЗХ   | Україна | Сергій Рудика (Зі «Сталі» А)   |
|   | ЗХ   | Україна | Антон Шендрік (З «Закарпаття») |
|   | ВР   | Україна | Віталій Рева (З «Арсеналу»)    |
|   | ЗХ   | Україна | Артем Бобух (З «Металіста»)    |
|   | ПЗ   | Україна | Сергій Барілко (З «Металіста») |
|   | НП   | Україна | Ігор Тимченко (З «Чорноморця») |
|   | ВР   | Україна | Андрій Радь (Зі «Львова»)      |

| № | Поз. | Нац.    | Гравець                        |
| - | ---- | ------- | ------------------------------ |
|   | ЗХ   | Україна | Сергій Рудика (Зі «Сталі» А)   |
|   | ЗХ   | Україна | Антон Шендрік (З «Закарпаття») |
|   | ВР   | Україна | Віталій Рева (З «Арсеналу»)    |
|   | ЗХ   | Україна | Артем Бобух (З «Металіста»)    |
|   | ПЗ   | Україна | Сергій Барілко (З «Металіста») |
|   | НП   | Україна | Ігор Тимченко (З «Чорноморця») |
|   | ВР   | Україна | Андрій Радь (Зі «Львова»)      |

| № | Поз. | Нац.    | Гравець                                             |
| - | ---- | ------- | --------------------------------------------------- |
|   | ЗХ   | Україна | Євгеній Лозінський (З «Зорі»)                       |
|   | НП   | Україна | Павло Худзік (З «Зорі»)                             |
|   | ВР   | Україна | Олександр Рибка (В «Шахтар»)                        |
|   | ВР   | Україна | Костянтин Махновський (Повернення оренди в «Легію») |
|   | ЗХ   | Україна | Олег Карамушка (В «Дніпро» М)                       |
|   | ПЗ   | Україна | Олег Мазуренко (Завершив кар'єру)                   |
|   | ПЗ   | Україна | Сергій Кучеренко (В «Закарпаття»)[джерело?]         |
|   | ЗХ   | Україна | Павло Кутас (В «Чорноморець»)                       |
|   | ЗХ   | Україна | Юрій Путраш (В «Таврію»)                            |

| № | Поз. | Нац.    | Гравець                                             |
| - | ---- | ------- | --------------------------------------------------- |
|   | ЗХ   | Україна | Євгеній Лозінський (З «Зорі»)                       |
|   | НП   | Україна | Павло Худзік (З «Зорі»)                             |
|   | ВР   | Україна | Олександр Рибка (В «Шахтар»)                        |
|   | ВР   | Україна | Костянтин Махновський (Повернення оренди в «Легію») |
|   | ЗХ   | Україна | Олег Карамушка (В «Дніпро» М)                       |
|   | ПЗ   | Україна | Олег Мазуренко (Завершив кар'єру)                   |
|   | ПЗ   | Україна | Сергій Кучеренко (В «Закарпаття»)[джерело?]         |
|   | ЗХ   | Україна | Павло Кутас (В «Чорноморець»)                       |
|   | ЗХ   | Україна | Юрій Путраш (В «Таврію»)                            |

### Таврія (Сімферополь)
| № | Поз. | Нац.     | Гравець                           |
| - | ---- | -------- | --------------------------------- |
|   | ЗХ   | Україна  | Володимир Єзерський (З «Зорі»)    |
|   | ПЗ   | Україна  | Максим Калиниченко (З «Дніпра»)   |
|   | ПЗ   | Україна  | Сергій Назаренко (З «Дніпра»)     |
|   | ПЗ   | Хорватія | Марин Любичич (З «Хайдука»)       |
|   | ЗХ   | Україна  | Юрій Путраш (З «Оболоні»)         |
|   | ЗХ   | Нігерія  | Айоделе Аделейе (З «Металурга» Д) |
|   | ПЗ   | Нігерія  | Сані Кайта (З «Монако»)           |
|   | НП   | Україна  | Олександр Пищур (З «Волині»)      |

| № | Поз. | Нац.     | Гравець                           |
| - | ---- | -------- | --------------------------------- |
|   | ЗХ   | Україна  | Володимир Єзерський (З «Зорі»)    |
|   | ПЗ   | Україна  | Максим Калиниченко (З «Дніпра»)   |
|   | ПЗ   | Україна  | Сергій Назаренко (З «Дніпра»)     |
|   | ПЗ   | Хорватія | Марин Любичич (З «Хайдука»)       |
|   | ЗХ   | Україна  | Юрій Путраш (З «Оболоні»)         |
|   | ЗХ   | Нігерія  | Айоделе Аделейе (З «Металурга» Д) |
|   | ПЗ   | Нігерія  | Сані Кайта (З «Монако»)           |
|   | НП   | Україна  | Олександр Пищур (З «Волині»)      |

| № | Поз. | Нац.     | Гравець                           |
| - | ---- | -------- | --------------------------------- |
|   | ВР   | Україна  | Віталій Постранський (В «Волинь») |
|   | ЗХ   | Україна  | Андрій Донець (В «Чорноморець»)   |
|   | ПЗ   | Україна  | Євген Луценко (Завершив кар'єру)  |
|   | ПЗ   | Україна  | Кирило Давидов (Вільний агент)    |
|   | ЗХ   | Україна  | Леандро (В оренду в «Волинь»)     |
|   | ЗХ   | Хорватія | Матія Шпичич (Вільний агент)      |
|   | ЗХ   | Польща   | Пйотр Клепчарек (Вільний агент)   |

| № | Поз. | Нац.     | Гравець                           |
| - | ---- | -------- | --------------------------------- |
|   | ВР   | Україна  | Віталій Постранський (В «Волинь») |
|   | ЗХ   | Україна  | Андрій Донець (В «Чорноморець»)   |
|   | ПЗ   | Україна  | Євген Луценко (Завершив кар'єру)  |
|   | ПЗ   | Україна  | Кирило Давидов (Вільний агент)    |
|   | ЗХ   | Україна  | Леандро (В оренду в «Волинь»)     |
|   | ЗХ   | Хорватія | Матія Шпичич (Вільний агент)      |
|   | ЗХ   | Польща   | Пйотр Клепчарек (Вільний агент)   |

### Шахтар (Донецьк)
| № | Поз. | Нац.     | Гравець                                              |
| - | ---- | -------- | ---------------------------------------------------- |
|   | ВР   | Україна  | Олександр Рибка (З «Оболоні»)                        |
|   | ПЗ   | Бразилія | Дентіньйо (З «Корінтіансf»)                          |
|   | ПЗ   | Бразилія | Алан Патрік (З «Сантуса»)                            |
|   | ЗХ   | Україна  | Богдан Бутко (Повернення оренди з «Волині»)          |
|   | НП   | Україна  | Олександр Кас'ян (Повернення оренди з «Зорі»)        |
|   | ПЗ   | Росія    | Роман Ємельянов (Повернення оренди з «Зорі»)         |
|   | НП   | Україна  | Руслан Фомін (Повернення оренди з «Зорі»)            |
|   | ЗХ   | Україна  | Максим Ковальов (Повернення оренди з «Зорі»)         |
|   | ПЗ   | Україна  | Олексій Полянський (Повернення оренди з «Зорі»)      |
|   | ЗХ   | Україна  | Сергій Шевчук (Повернення оренди з «Зорі»)           |
|   | ПЗ   | Україна  | Костянтин Кравченко (Повернення оренди з «Іллічівця» |
|   | НП   | Нігерія  | Джуліус Агахова (Повернення оренди з «Севастополя»)  |
|   | НП   | Україна  | Євген Селезньов (З «Дніпра»                          |
|   | ПЗ   | Україна  | Денис Кожанов (Повернення оренди з «Карпат»          |

| № | Поз. | Нац.     | Гравець                                              |
| - | ---- | -------- | ---------------------------------------------------- |
|   | ВР   | Україна  | Олександр Рибка (З «Оболоні»)                        |
|   | ПЗ   | Бразилія | Дентіньйо (З «Корінтіансf»)                          |
|   | ПЗ   | Бразилія | Алан Патрік (З «Сантуса»)                            |
|   | ЗХ   | Україна  | Богдан Бутко (Повернення оренди з «Волині»)          |
|   | НП   | Україна  | Олександр Кас'ян (Повернення оренди з «Зорі»)        |
|   | ПЗ   | Росія    | Роман Ємельянов (Повернення оренди з «Зорі»)         |
|   | НП   | Україна  | Руслан Фомін (Повернення оренди з «Зорі»)            |
|   | ЗХ   | Україна  | Максим Ковальов (Повернення оренди з «Зорі»)         |
|   | ПЗ   | Україна  | Олексій Полянський (Повернення оренди з «Зорі»)      |
|   | ЗХ   | Україна  | Сергій Шевчук (Повернення оренди з «Зорі»)           |
|   | ПЗ   | Україна  | Костянтин Кравченко (Повернення оренди з «Іллічівця» |
|   | НП   | Нігерія  | Джуліус Агахова (Повернення оренди з «Севастополя»)  |
|   | НП   | Україна  | Євген Селезньов (З «Дніпра»                          |
|   | ПЗ   | Україна  | Денис Кожанов (Повернення оренди з «Карпат»          |

| № | Поз. | Нац.     | Гравець                                    |
| - | ---- | -------- | ------------------------------------------ |
|   | НП   | Україна  | Олександр Кас'ян (Оренда в «Іллічівець»)   |
|   | НП   | Україна  | Руслан Фомін (Оренда в «Іллічівець»)       |
|   | ЗХ   | Україна  | Максим Ковальов (Оренда в «Іллічівець»)    |
|   | ПЗ   | Україна  | Олексій Полянський (Оренда в «Іллічівець») |
|   | ЗХ   | Україна  | Сергій Шевчук (Оренда в «Іллічівець»)      |
|   | ПЗ   | Україна  | Віталій Віценець (Оренда в «Іллічівець»)   |
|   | ПЗ   | Україна  | Денис Кожанов (Оренда в «Іллічівець»)      |
|   | ЗХ   | Україна  | Микола Іщенко (Оренда в «Іллічівець»)      |
|   | ЗХ   | Україна  | Богдан Бутко (Оренда в «Іллічівець»)       |
|   | ЗХ   | Україна  | Ігор Коротецький (Оренда в «Зорю»)         |
|   | ПЗ   | Україна  | Максим Білий (Оренда в «Зорю»)             |
|   | НП   | Бразилія | Бруно Ренан (Оренда в «Зорю»)              |
|   | ЗХ   | Україна  | Ярослав Олійник (Оренда в «Зорю»)          |
|   | НП   | Україна  | Максим Ілюк (Оренда в «Зорю»)              |
|   | ПЗ   | Україна  | Костянтин Кравченко (Оренда в «Карпати»)   |
|   | ВР   | Україна  | Рустам Худжамов (Оренда в «Металург» Д)    |

| № | Поз. | Нац.     | Гравець                                    |
| - | ---- | -------- | ------------------------------------------ |
|   | НП   | Україна  | Олександр Кас'ян (Оренда в «Іллічівець»)   |
|   | НП   | Україна  | Руслан Фомін (Оренда в «Іллічівець»)       |
|   | ЗХ   | Україна  | Максим Ковальов (Оренда в «Іллічівець»)    |
|   | ПЗ   | Україна  | Олексій Полянський (Оренда в «Іллічівець») |
|   | ЗХ   | Україна  | Сергій Шевчук (Оренда в «Іллічівець»)      |
|   | ПЗ   | Україна  | Віталій Віценець (Оренда в «Іллічівець»)   |
|   | ПЗ   | Україна  | Денис Кожанов (Оренда в «Іллічівець»)      |
|   | ЗХ   | Україна  | Микола Іщенко (Оренда в «Іллічівець»)      |
|   | ЗХ   | Україна  | Богдан Бутко (Оренда в «Іллічівець»)       |
|   | ЗХ   | Україна  | Ігор Коротецький (Оренда в «Зорю»)         |
|   | ПЗ   | Україна  | Максим Білий (Оренда в «Зорю»)             |
|   | НП   | Бразилія | Бруно Ренан (Оренда в «Зорю»)              |
|   | ЗХ   | Україна  | Ярослав Олійник (Оренда в «Зорю»)          |
|   | НП   | Україна  | Максим Ілюк (Оренда в «Зорю»)              |
|   | ПЗ   | Україна  | Костянтин Кравченко (Оренда в «Карпати»)   |
|   | ВР   | Україна  | Рустам Худжамов (Оренда в «Металург» Д)    |